# Le devin du village

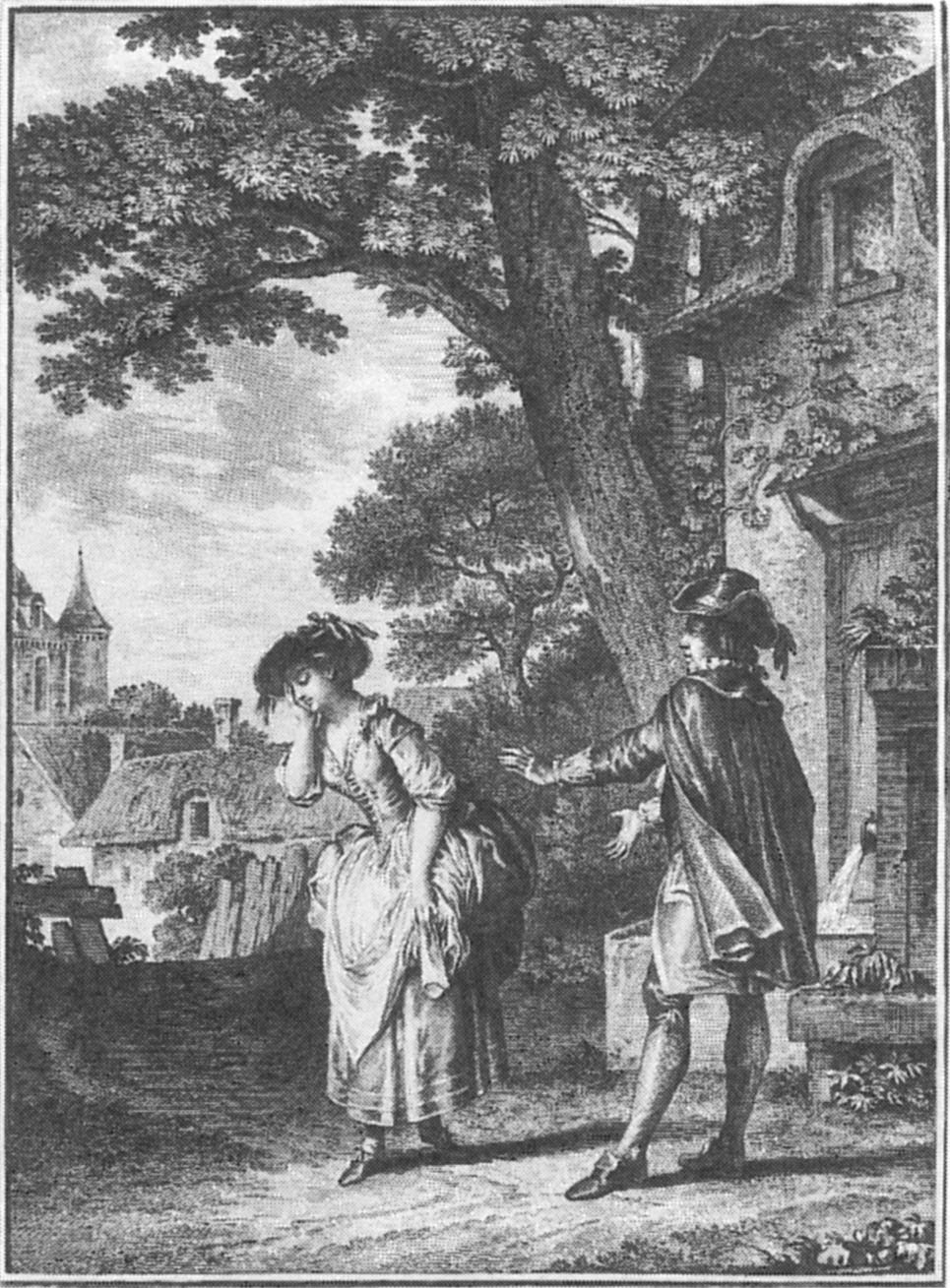
Jean-Michel Moreau: Szenenbild zu Le devin du village (1753)

Le devin du village (dt. „Der Dorfwahrsager“) ist der Titel einer als Intermède bezeichneten einaktigen Oper von Jean-Jacques Rousseau. Die Uraufführung fand am 18. Oktober 1752 im Schloss Fontainebleau statt.

## Vorgeschichte
Als eine italienische Operntruppe im August 1752 in Paris gastierte, flammte der alte Streit über die Vorherrschaft der italienischen oder der französischen Oper wieder auf, der im Kern ein politischer zwischen den Royalisten und ihren Gegnern war. Bei dieser Gelegenheit verfasste der als Opernkomponist bisher erfolglose, aber durch seine preisgekrönte Abhandlung über die Wissenschaften und die Künste (1749/50) schon berühmte Philosoph Rousseau Text und Musik zu einer kleinen Oper, die den Ruhm der französischen Sprache zu retten versprach.
Jean-Jacques Rousseau schrieb Le devin du village größtenteils während eines Aufenthalts in der ehemaligen Pariser Gemeinde Passy. Erst entstanden einige Verse sowie die dazugehörigen Melodien. Die Verse, welche den Hintergrundgedanken hatten, den Stil der italienischen Opera buffa dem französischen Publikum nahe zu bringen, zeigte Rousseau seinem Gastgeber in Passy sowie dessen Haushälterin. Aufgrund von deren Beifall entstand in seiner restlichen Zeit in Passy eine bis auf einige Rezitative und die Nebenrollen fertige Oper. Die fehlenden Rezitative und Nebenrollen stellte er in Paris fertig. Die erste Probe erfolgte, ohne den Namen des Verfassers zu nennen, in Paris. Aufgrund von allgemeinem Beifall bat der damalige Intendant der Hoflustbarkeiten, Herr von Curie, um das Werk, um es am Hof aufführen zu lassen. Gegen den Willen von Rousseaus Freund Dueclot (der für die Probe der Oper in Paris verantwortlich war), bestand der Hof auf seinem Recht zu einer Uraufführung im exklusiven Rahmen des Schlosstheaters in Fontainebleau. Die Geschichte der Entstehung legt Rousseau im zweiten Teil seines Werkes Bekenntnisse dar.

## Handlung
Die Schäferin Colette wurde von ihrem Geliebten Colin verlassen, der sich einer adligen Dame in der Stadt zugewandt hat. Der von Colette um Rat gefragte Dorfwahrsager prophezeit ihr, dass Colin zu ihr zurückkehre, aber gibt ihr den Rat, ihn zuerst abzuweisen, weil das seine Liebe zu ihr wieder anfachen werde. Als Colin zurückkehrt, weil er das Schäferkleid dem höfischen Prunk doch vorzieht, tut Colette, was ihr geraten wurde, und hat Erfolg. Alle freuen sich.

## Musik und Text
Rousseau ergriff mit diesem Werk die Gelegenheit, zu demonstrieren, was er unter dem guten und friedlichen Naturzustand des Menschen verstand, den er in seiner berühmten Abhandlung den Neuerungen der Zivilisation entgegengestellt hatte. Religiöse Mächte oder Zauberei sind aus der Thematik ausgeklammert. Der Wahrsager gibt Colette lediglich einen freundschaftlichen Rat.
Der musikalische Stil wirkt noch sehr barock, hat nicht viele italienische Neuerungen (etwa von Rousseaus erklärtem Vorbild Giovanni Battista Pergolesi) in sich aufgenommen. Einige der Melodien wurden hingegen als „timbres“ in den Vaudevilles der Zeit berühmt, also zu einer Art Schlagerlied. Direktes Vorbild waren wohl die Stücke des Pariser Jahrmarktstheaters.
Dafür, dass sich Rousseau (noch) nicht dem Vorbild der Opera buffa zugewandt hatte, sprechen weitere Stilmerkmale: Die Komik ist gegenüber den rührenden Momenten stark zurückgenommen, und er vermeidet die verwerflichen Motive der Intrige. Dagegen ist die „Verstellung aus Liebe“, zu der Colette geraten wird (ein verbreitetes Motiv bis hin zu Beethovens Oper Fidelio,  1805/06), gewissermaßen eine aufrichtige Täuschung. Nur die Koloraturen des Wahrsagers wirken komisch und relativieren dadurch seine Autorität.
Interessant sind die Rezitative, in denen Rousseau versucht, die französische Sprache mit dem Fluss des italienischen Rezitativs zu verbinden sowie mit „gestischen“ Motiven des Generalbasses möglicherweise pantomimische Aktionen zu begleiten. Diese Rezitative wurden bei Hof allerdings nicht oder nur teilweise aufgeführt, wie es Rousseau im Vorwort der gedruckten Partitur andeutet. Von den Divertissements, die nach damaliger Sitte das Stück beschlossen, verdient ein kleines Handlungsballett besondere Aufmerksamkeit, in dem sich ein Adliger und ein Bürger um eine Frau streiten, sich am Ende aber im gemeinsamen Tanz vereinen.

## Wirkung
Sowohl die höfische Uraufführung als auch die nachfolgenden öffentlichen Aufführungen waren ein großer Erfolg. Die programmatische Schlichtheit zeigt einen Imagewechsel des französischen Hofs: Im Unterschied zu Louis XIV., der als bester Tänzer seines Reichs galt, habe der König Louis XV. die Melodien des Devin du village mit der falschesten Stimme seines Reichs gesungen, wie der Tenor Pierre Jélyotte als erster Interpret des Colin dem Philosophen in einem Brief vom Oktober 1752 mitteilte. Auch die Marquise de Pompadour spielte in ihrem Hoftheater die Partie des Colin.
Rousseau wollte nicht als Royalist gelten. So erschien er nicht bei einer Audienz, die ihm vom König angeboten worden war, und bezog im Buffonistenstreit, der sich im folgenden Jahr entfachte, sehr heftig Stellung für die italienische und gegen die französische Oper, die er doch mit seinem eigenen Stück „gerettet“ hatte.
Le devin du village verschaffte der französischen Opéra-comique gesellschaftliches Ansehen, obwohl Thematik und Machart nur bedingt Einfluss auf diese Gattung nahmen. Europaweit folgten Bearbeitungen und Übersetzungen: 1755 und 1763 wurde das Stück unter dem Titel Les amours de Bastien et Bastienne in der Bearbeitung Marie-Justine Favarts zum Beispiel in Wien und Prag gespielt. 1764 erschien eine deutsche Bearbeitung in Wien von Friedrich Wilhelm Weiskern und 1766 brachte der englische Komponist und Musikgelehrte Charles Burney eine Bearbeitung unter dem Titel The Cunning Man im Drury Lane Theatre in London zur Aufführung.
Die Pariser Oper behielt das Werk bis 1829 im Repertoire. Berühmt, aber nicht belegt ist die Anekdote, dass Hector Berlioz bei einer Aufführung des Devin eine Perücke auf die Bühne geworfen und diese Oper damit als veraltet bloßgestellt habe.

### Parodie
Marie-Justine Favarts maliziöse Parodie auf Rousseaus Stück mit dem Titel Les amours de Bastien et Bastienne, in der sie selbst als Bastienne (ein Novum) in bäuerlichen Holzschuhen, ohne Perücke, sowie mit freien Armen auftrat und im Dialekt sang, war nach seiner Pariser Uraufführung 1753 durch die Comédiens Italiens lange Zeit ähnlich erfolgreich wie der Devin von Rousseau und wurde beispielsweise in Wien schon 1755 wiederholt. Schließlich wurde die Parodie Marie-Justine Favarts in deutscher Übersetzung von Friedrich Wilhelm Weiskern (u. a.) 1767/68 von Mozart als Bastien und Bastienne neu vertont. Der deutsche Text Weiskerns ersetzte das Parodistische durch eine naive Ernsthaftigkeit, die dennoch die psychologische Raffinesse seiner Vorautoren nicht übergeht.

## Partitur
- Partitur-Autograph

Jean-Jacques Rousseau: Le devin du Village. Bibliothek König Ludwig XV., wie auch das erste gedruckte Libretto der Oper, heute zur französischen Nationalbibliothek gehörend.
- Moderne Partitur-Ausgabe

Jean-Jacques Rousseau: Le devin du Village, edited by Charlotte Kaufman, zusammen mit Libretto, Vorwort und kritischem Bricht (Französisch/Deutsch) bei A-R Editions, Inc. USA. (Recent researches in the music of the classical era, 50, (RRMCE)) 1998, ISBN 0-89579-399-7, ISSN 0147-0086.
Instrumente: 2 Oboen, 2 Flöten, Bassoon (Fagott), 2 Violinen, Viola, Generalbass